# Dániai Alexandra brit királyné
Alexandra brit királyné, született Alexandra schleswig–holstein–sonderburg–glücksburgi hercegnő (dánul: Prinsesse Alexandra af Danmark, angolul: Alexandra, Queen Consort of the United Kingdom, teljes nevén Alexandra Carolina Marie Charlotte Louise Julia, vagyis Alexandra Karolina Mária Sarolta Lujza Júlia; Koppenhága, 1844. december 1. – Sandringham, 1925. november 20.) schleswig–holstein–sonderburg–glücksburgi és dán királyi hercegnő, VII. Eduárd királlyal kötött házassága révén az Egyesült Királyság királynéja és India császárnéja.

## Származása és gyermekkora
Alexandra Karolina hercegnő – vagy családi becenevén Alix – 1844-ben született Keresztély schleswig–holstein–sonderburg–glücksburgi herceg és Lujza hessen–kasseli hercegnő második gyermekeként, illetve első leányaként. Alexandrának öt testvére volt, Frigyes, Vilmos, Dagmar, Valdemár és Tíra. Az összes gyermeket az evangélikus hitre keresztelték, a családi hagyományoknak megfelelően.
Alexandra születésekor édesapja még csak Schleswig–Holstein–Sondenburg hercege volt, de felesége révén 1853-ban a dán trón várományosa lett. 1863-ban, VII. Frigyes halála után Alexandra apja lett a dán uralkodó, IX. Keresztély néven. A király olyan jól házasította ki a gyermekeit, hogy „Európa apósának” szokták nevezni.
Alexandra hercegnő már kisgyermekként elkezdett angolul tanulni; legtöbb idejét húga, Dagmar társaságában töltötte, akivel egyébként egy szobán osztozott. A gyermekek viszonylag békés körülmények között nőttek fel; a figyelem csak akkor terelődött rájuk, mikot édesapjuk megkapta a dán trónörökösi címet.

## Házassága
Viktória brit királynő és férje, Albert szász–coburg–gothai herceg megfelelő feleséget szerettek volna találni a fiuknak, Albert Eduárdnak, Wales hercegének és egyben a brit trón várományosának. A dán királyi család már régóta nem tudott megegyezésre jutni a poroszokkal Schleswig-Holstein ügyében; és az angol uralkodócsalád bővelkedett a német rokonokban, így nem Alexandra volt az első a lehetséges menyasszonyok listáján. Viktória királynő választása végül mégis ráesett.
Alexandra 1863. március 7-én érkezett meg Angliába, a HMY Victoria and Albert II nevű hajó fedélzetén. A hercegnő érkezésére az egyik neves angol költő, Alfred Tennyson írt egy verset, aminek az Üdvözlet Alexandrának címet adta (angolul: A Welcome to Alexandra). Albert Eduárd koronaherceg és Alexandra 1863. március 10-én házasodtak össze a windsori kastély kápolnájában. Az esküvőt meglehetősen nehezen lehetett lebonyolítani, mivel a kápolnába csak kevés vendég fért be; ráadásul a királynő még mindig gyászolta a férjét, aki 1861. december 14-én hunyt el. A friss házasok a mézesheteiket Wight szigetén töltötték el.
Alexandrának és Albert Eduárdnak összesen hat gyermeke született:

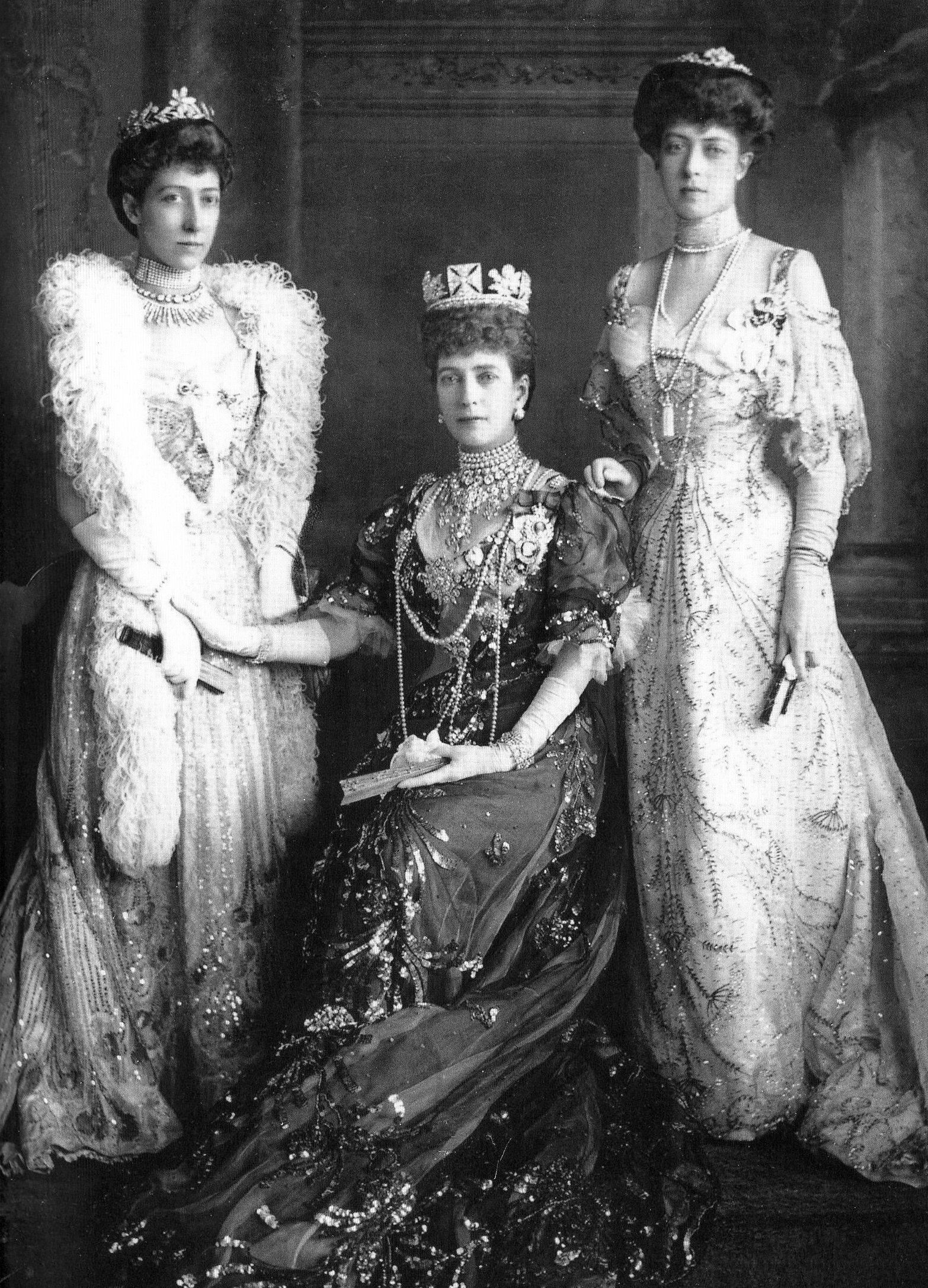
Alexandra leányaival, Lujzával (balra) és Viktóriával (jobbra)

- Albert Viktor herceg (1864. január 8. – 1892. január 14.)
- György Frigyes herceg (1865. június 3. – 1936. január 20.), később brit király V. Györgyként
- Lujza Viktória hercegnő (1867. február 20. – 1931. január 4.), Fife hercegnéje
- Viktória Alexandra hercegnő (1868. július 6. – 1935. december 3.)
- Matild hercegnő (1869. november 26. – 1938. november 20.), Norvégia királynéja
- Sándor János herceg (1871. április 6. – 1871. április 7.).

A koronahercegné imádott lovagolni és táncolni, és számos jótékonysági akcióban vett részt. Egy idő után azonban kisebb összetűzésekbe keveredett Viktória királynővel, és egy öröklött betegség miatt hallása is megromlott. Így egyre több időt szánt a gyermekeire, és a nyilvánosság előtt is csak ritkán mutatkozott. Alexandra rendkívül odaadó anyának bizonyult; a kor szokásaival ellentétben gyakran saját maga gondozta gyermekeit. Nagyon ragaszkodott hozzájuk, még felnőtt korukban is, és azt szerette volna, ha örökké vele maradnak. „Ez a fajta birtoklási vágy talán valami családi vonás lehetett, nővérei ugyanígy csüngtek gyermekeiken: biztosították ugyan boldog felcseperedésüket, ám nem segítették a felnőtté válás folyamatát.” Utolsó gyermekének születése közben komplikációk léptek fel: a kis Sándor János herceg meghalt, és Alexandra is majdnem ugyanerre a sorsa jutott.
Alexandra és Albert Eduárd házassága boldognak volt mondható, annak ellenére, hogy a herceg többször is félrelépett, főként színésznőket és balett-táncosnőket fogadva kegyeibe. Ezek az afférok általában Alexandra tudtával történtek; bár maga Alexandra hűséges maradt a férjéhez. A kezdeti évek után Alexandra és Albert Eduárd fokozatosan eltávolodtak egymástól, mivel Albert Eduárd nemigen törődött a feleségével; ám az 1870-es években a herceg betegsége újból közelebb hozta őket egymáshoz. A pár a Sandringham House-ban alakított ki meghitt otthont, s gyermekeik is itt cseperedtek fel.

## A trónörökösné, a királyné, az anyakirályné

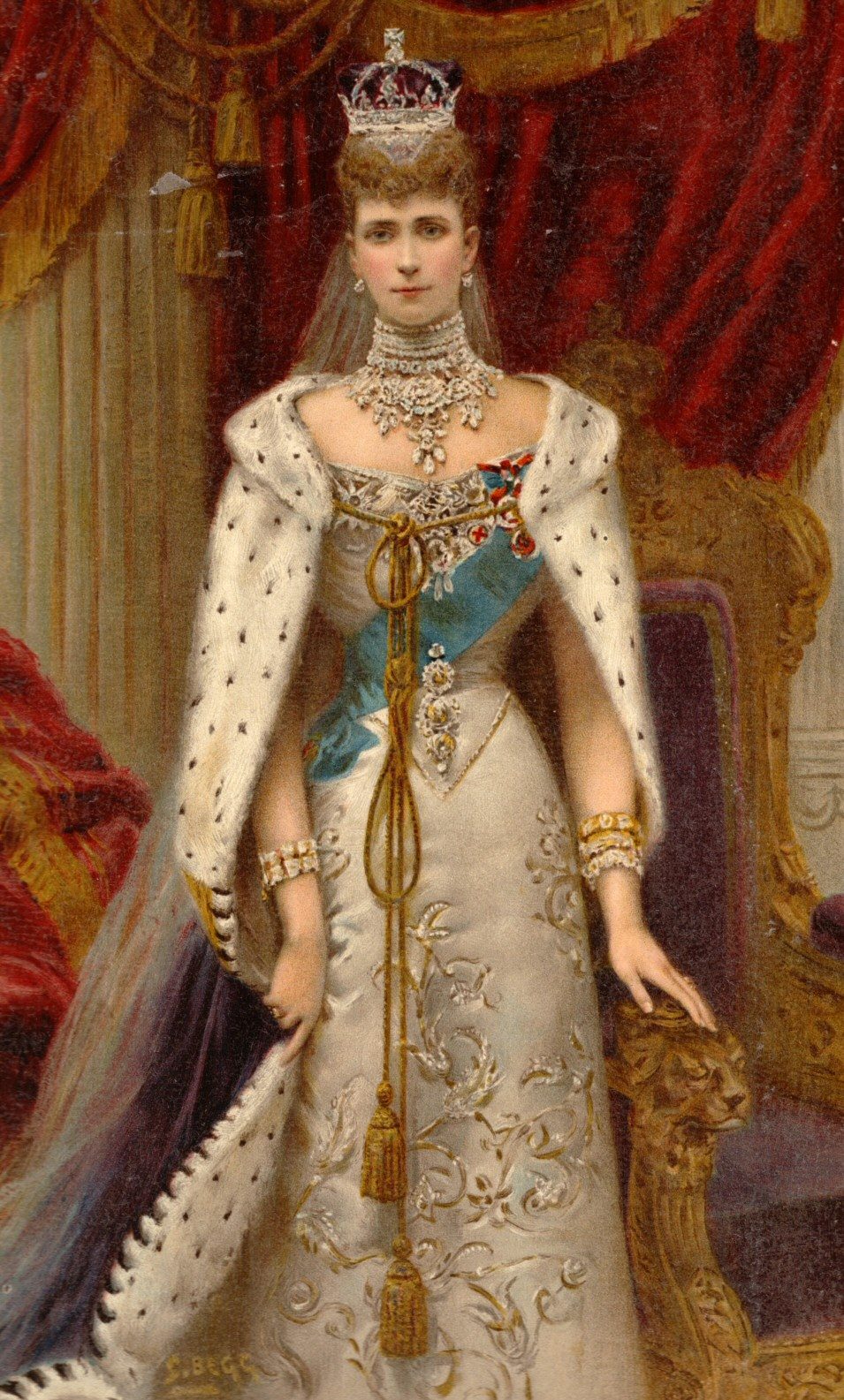
Alexandra a koronázási díszruhájában

Mint Wales hercegi párja, Alexandra és Albert Eduárd viszonylag sokat utaztak, általában Viktória királynő diplomáciai képviselőjeként. 1868-69-ben meglátogatták Alexandra öccsét, Vilmost, akiből időközben görög király lett, és a Krímen harcoló brit katonákat; valamint találkoztak Abdul-Aziz oszmán szultánnal.
1881-ben a hercegi pár képviselte az országot II. Sándor orosz cár temetésén. Mivel Alexandra kedvenc testvére, Dagmar az orosz trónörököshöz ment feleségül, így Alexandrának alkalma nyílt találkozni a húgával. Alexandra ekkoriban kezdett el megint közszerepléseket vállalni: jótékonysági bazárokat és koncerteket nyitott meg, illetve kórházakat látogatott. Ezekkel a tevékenységekkel kivívta anyósa, Viktória királynő megbecsülését és tiszteletét.
1892-ben meghalt a család legidősebb fia, Albert Viktor herceg, ami egy hatalmas csapás volt Alexandra számára. Egy időre megint visszavonult a közélettől, és alig hagyta el a szobáit. 1894-ben újabb csapás érte őt: meghalt a sógora, III. Sándor cár. Dagmar, aki Marija Fjodorovna néven orosz cárné volt, csak Alexandra segítségével tudta feldolgozni a tragédiát; a két nővér ettől kezdve egyre több időt töltött együtt.
1901-ben elhunyt Viktória királynő, utódja Albert Eduárd lett, VII. Eduárd néven. Alexandrát 1902. augusztus 9-én koronázták a britek királynéjává, és egészen haláláig nagy népszerűségnek örvendett.
A második búr háború alatt megalapította az Alexandra királyné Ápolói Testületét (angolul: Queen Alexandra's Nursing Corps), ami „Q.A.s” néven lett ismert. Mivel a poroszok nyertek 1864-ben a dánokkal szemben a Schleswig-Holsteinért vívott háborúban, Alexandra mély ellenszenvvel viseltetett a németek irányába, akárcsak húga, Dagmar.

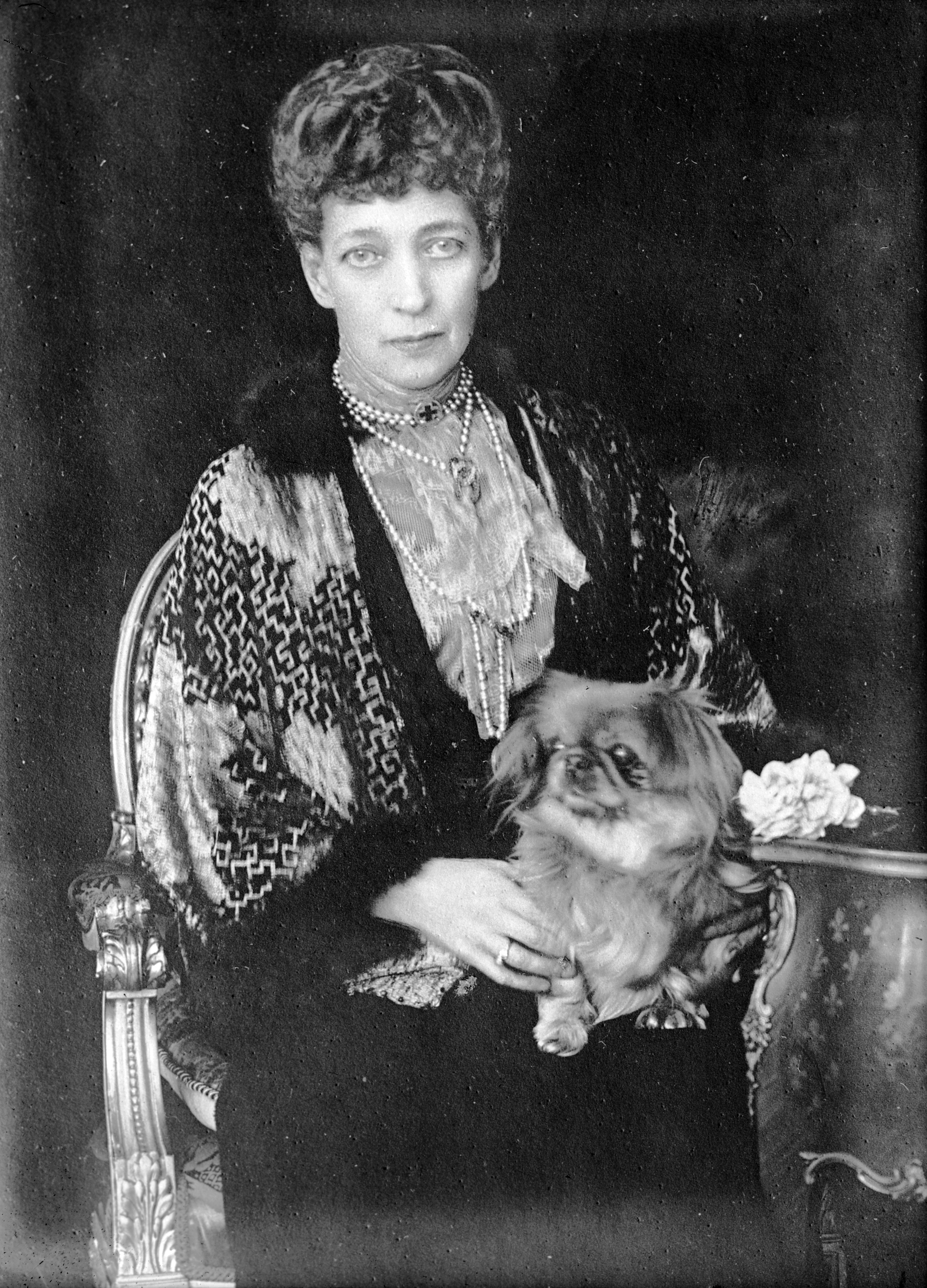
Alexandra 1923-ban

1907-ben Alexandra és Dagmar közösen kaptak egy villát Hvidøre-ban a dán királytól, ahol a nővérek rendszeresen találkoztak. 1910-ben Alexandra Görögországba utazott bátyja súlyos betegségének a hírére, de amikor hazaérkezett, férje már haldoklott, majd egy nappal később, 1910. május 6-án meghalt. Alexandra elköltözött a Buckingham-palotából a Marlborough házba, de továbbra is az ő számára tartották fenn a régi családi otthont, a Sandringham House-t. Fia, V. György koronázásán ugyan nem vett részt, de továbbra is aktívan jótékonykodott.
Az első világháború alatt Alexandra lelkesen támogatta a fiát, majd 1919-ben, az orosz cári rendszer bukása után segített elmenekülni a Romanovoknak a bolsevikok elől. Húgát, Dagmart is sikerült kimenekítenie Oroszországból a HMS Marlborough hajóval, így  a nővérek egy ideig együtt élhettek Londonban. Később Dagmar Hvidøre-ba telepedett át, de továbbra is rendszeresen meglátogatta Alexandrát.
Az anyakirályné 1925. november 20-án halt meg Sandringhamben, miután szívinfarktust kapott. Férje mellé, a windsori Szent György Kápolnába temették el.